# Frédéric Le Rey
Ne doit pas être confondu avec Frédéric Rey.
Frédéric Le Rey, né le 19 mai 1858 à Cherbourg et mort le 6 mars 1942 à Asnières-sur-Seine, est un compositeur français.
Fondateur des concerts Le Rey, il compte à son actif la composition d’un nombre considérable d’œuvres de toutes sortes : opéras, opéras-comiques, opérettes, ballets, morceaux d’orchestre, marches, valses et mélodies pour chant.

## Biographie
Fils d’un épicier cherbourgeois, ses parents l’ont très tôt fait entrer au collège de Cherbourg pour y faire des études complètes, mais sa vocation pour la musique étant la plus forte, il y renonce bientôt. Dès l’âge de 17 ans, n’ayant que quelques faibles notions d’harmonie, il fait exécuter, dans différents concerts de sa ville, des morceaux tels que trios et quatuors pour instruments à cordes. À dix-huit ans, il met en musique et fait graver le rondeau de Musset le Rideau de ma voisine. Comprenant que sa vocation musicale était la plus forte, sa famille prend le parti de le faire entrer au conservatoire, où il fait ses premières études harmoniques avec Jules Duprato en 1880.
En quittant son premier professeur, il a fait représenter, pour l’inauguration du grand théâtre de sa ville natale, un opéra-comique en un acte, les Noces d’Alcade, livret de M. Guillomot, rédacteur en chef d’un journal de St-Lô le Gas Normand, ouvrage dont la musique a obtenu un très grand succès, mais dont le livret, retouché au dernier moment était devenu par cela même quelque peu incompréhensible, et l’œuvre n’a obtenu qu’un petit nombre de représentations.
Encouragé par son premier succès, il va trouver Léo Delibes, dont il admire le travail, et suit ses cours de contrepoint et de composition au Conservatoire, en 1882. Concourant vers cette époque, pour le prix Cressent, sur Dans les nuages de Jules Rostaing et Mignard, comme livret imposé. Classé premier sur cinquante-quatre, il reçoit le prix d’une valeur de 1 500 francs. En 1884, il obtient une récompense au concours de fugue mais l’année suivante, admis à concourir pour le prix de Rome, avec Endymion comme sujet imposé, il compose une cantate de valeur, que l’interprétation faible et sans autorité de jeunes élèves du Conservatoire ne peut se comparer avec celle de ses confrères.
Marchant sur les traces de Bizet, Saint-Saëns, Massenet, Léo Delibes, il a composé et publié, pendant son séjour au Conservatoire, plusieurs mélodies très appréciées des amateurs. Il a fait représenter, au cours de sa carrière, plus d’une cinquantaine d’œuvres théâtrales, avec succès, parmi lesquelles les opéras " Amphitryon », « Hermann et Dorothée », « La mégère apprivoisée », des opérettes, des poèmes symphoniques. En 1900, il crée et dirige les concerts Le Rey, dont la vocation était de faire connaitre aux Parisiens les compositeurs classiques et les plus illustres musiciens de l'Europe moderne, et qui ont été très courus. En 1904, lors de la réouverture du Casino de Paris, entièrement détruit par un incendie, dans la nuit du 25 au 26 février 1895, la direction musicale de l’entreprise lui en est confiée.

## Œuvres
- Drolatique-polka , pour orchestre, 1880.
- Le Balcon !, romance sans paroles pour violon et piano, 1880.
- Emilia, polka-mazurka pour orchestre, 1880, 1881.
- Tricolore, polka pour orchestre, 1881.
- Guitare, poésie de Charles Canivet, 1885.
- Le Laboureur !, poésie de Charles Canivet, 1885.
- Souvenir !, poésie de Charles Canivet, 1885.
- Chœurs faciles dédiés à la jeunesse, paroles de Louis Bricourt, 1886.
- L’Éternelle Chanson !, poésie de Charles Canivet, 1886.
- L’Amour ne meurt pas !, poésie de Louis Bricourt, 1887.
- Éros, opéra comique en 1 acte, poème de Julien Goujon et Augustin Daniel, 1888.
- Les Prix !, chœur à 2 voix égales, paroles de Louis Bricourt, 1888.
- Les Vacances !, chœur à 2 voix égales, paroles de Louis Bricourt, 1888.
- Cavelier de la Salle, drame lyrique en trois parties, poème de Louis Bricourt, 1888.
- La Chanson du pêcheur !, poésie de Louis Bricourt, 1889.
- Le Chant du laboureur !, poésie de Louis Bricourt, 1889.
- Le Sentier !, poésie de Julien Goujon, 1889.
- Ave Maria !, 1890.
- Souvenir de Cronstadt. La Marseillaise (de Rouget de Lisle) et L’Hymne russe (de Lvoff), pour piano à quatre mains, 1891.
- Frissons du soir, poésie de Octave Houdaille, 1893.
- L’Adorée ! Duo pour soprano et ténor, poésie d’Octave Houdaille, 1893.
- Papillons noirs !, poésie d’Octave Houdaille, 1893.
- Avant, pantomime en 1 acte, scénario d’Hippolyte Barbé, 1894.
- Hermann et Dorothée, opéra en trois actes et quatre tableaux, paroles de Julien Goujon, représenté pour la première fois au Théâtre-des-Arts de Rouen, décembre 1894.
- Mirage d’amour !, mélodie, poésie de D. Houdaille, 1894.
- Pastorale !, poésie d’Henry de Braisne, 1894.
- Dodo, l’enfant do !, berceuse, poésie de Jérôme Doucet, 1895.
- Gavotte pour violon et piano, 1895.
- La Mégère apprivoisée, comédie lyrique en trois actes et quatre tableaux d’après Shakespeare, par Émile Deshays, représentée pour la première fois au Théâtre-des-Arts de Rouen, décembre 1895,.
- La Redingote grise, opéra comique en un acte, paroles de A. Lénéka et A. Bernède, représenté pour la 1re fois à Paris, sur le Théâtre-Mondain, le 29 mars 1895, 1895.
- Don César de Bazan, 1896.
- Chanson de "Don César de Bazan, 1897.
- Jacques Callot, drame [lyrique] à grand spectacle en 3 actes et 6 tableaux de M.M. Adenis frères et H. Cain, 1897.
- Chanson de la bergère !, 1898.
- Sœur Marthe, drame lyrique en 3 actes et 5 tableaux, poème de Charles Richet et Octave Houdaille, 1898.
- Valse de l’ivresse !, 1898.
- Éros !, sonnet, poésie de Charles Richet, 1900.
- Je pense à toi !, Poésie de Edouard Noël, 1900.
- Le Droit du Seigneur. Ronde, poésie d’Edmond Teulet, 1900.
- Les Petites Vestales, opéra bouffe en 3 actes, paroles de E. Depré et A. Bernède, 1900.
- Marche annamite, extrait de l’opéra Chi-Ceu, 1900.
- Sous Bois !, Poésie de Charles Richet, 1900.
- Boutons roses, Poésie de P. de La Salle, 1901.
- Dans mon pays !, poésie de Henry de Braisne, 1901.
- La Caresse !, poésie de Jérôme Doucet, 1901.
- Casino-marche, 1907.
- Les Noces de l’Alcade, ouverture pour orchestre, 1907.
- Little Poucette, mazurka, 1907.
- Marche tzigane, pour orchestre, 1907.
- Martigny, marche Polka, 1907.
- Téignez, Chandelles !, Polka marche pour orchestre, 1907.
- Kornelia", valse viennoise par Alex Maitinsky, 1908.
- Chemine, chemineau, marche, 1910.
- Marche funèbre, orchestrée par le M.is de Thuisy, 1910.
- Danse de gitane, 1913.
- La Reine de Golconde, opérette en 3 actes, livret de A. Mouézy-Éon et A. Lhoste, 1913.
- Menuet,  pour quintette et instruments à vent ad libitum, 1913.
- Valse lointaine, valse lente pour orchestre, 1913.
- Suite symphonique en ré mineur, 1913 ; 1927.
- Chansons à mignonne, Six poésies de Edmond Teulet, 1914.
- Éros, opéra-comique. Fantaisie pour harmonie ou fanfare par Gaston Coquelin, 1914.
- Romance en Si bémol, 1915.
- Cantabile appassionato, pour violon et piano, 1916.
- Flamme d’amour, poésie d’Emmanuel Ducros, 1917.
- Grimaces et misères, poésie de Emmanuel Ducros, 1917.
- Le Gage d’amour, opéra héroïque en 1 acte, poème de Emmanuel Ducros, 1917.
- Instant musical, pour violon solo et piano avec accompagnement de cordes, 1919.
- En plein soleil, sérénade, 1920.
- Madrigal, valse-hésitation, 1922.
- Freya, valse chantée, chant et piano, paroles de Jean Kolb, 1925, 1926.
- Angoissantes étreintes, poème symphonique, pour orchestre, avec piano conducteur, 1927.
- Appassionato, pour orchestre, avec piano direction, 1927.
- Le Destin, poème symphonique, pour orchestre, 1927.
- Leonora, ouverture symphonique, pour orchestre, avec piano direction, 1927.
- Morning-walk. (Promenade matinale.), suite britannique, 1927.
- Orages, pour orchestre, avec piano direction, 1927.
- Romance pathétique. (Romance en sol), pour orchestre, avec piano conducteur, 1927.
- A l’Hartmannswillerkopf, poème symphonique pour orchestre, 1928.
- Coriolan à Rome, poème symphonique, 1928.
- Hantises d’ombres, poème symphonique, pour orchestre, avec piano conducteur, 1928.
- La Nuit d’octobre, suite d’orchestre, pour orchestre, 1928.
- Miniature (intermezzo), pour orchestre, 1928.
- Traitrises, pour orchestre, 1928.
- Tryptique symphonique, trois numéros séparés, pour orchestre, avec piano conducteur, 1928.
- Ballet des Ménestriers, pour orchestre, 1929.
- Festevole !, ouverture gaie avec Georges Krier, orchestré par R. Jacquemont, pour orchestre, avec piano conducteur, 1929.
- Pantomime-Ballet, suite d’orchestre en trois parties, 1929.
- Chanson du jeune temps, idylle symphonique, 1930.
- Au crépuscule, intermezzo, de arrangement de Hamme Mario, pour orchestre, 1931.
- Mazurka de ballet, pour orchestre, 1931.
- Brahms song, one-step, pour orchestre, 1932.
- Minou, tango, pour orchestre, 1932.
- Le Saxo enragé, fox-trot pour orchestre, 1933.
- Loupy ! fox-trot, 1933.
- Menuet précieux, pour orchestre, avec piano conducteur, 1933.
- Pierrot va-t-en guerre ! marche (one-step), pour orchestre, 1933.
- Schubert-Song, one-step, orchestré par J. Dorin, 1933.
- Simplette-Marche, one-step pour orchestre, 1933.
- Dans tes yeux, valse, paroles de Maurice Frot, 1936.
- Adieu, poème de P. B. Gheusi.
- Au temps de Ninon, gavotte, pour orchestre, avec piano conducteur.